# Route de Paris (Nantes)
Pour les articles homonymes, voir Route de Paris.
La route de Paris est une importante artère de Nantes, en France.

## Situation et accès
Située à la limite des quartiers Nantes Erdre et Doulon - Bottière, puis entre ce dernier quartier et la commune de Carquefou, cette artère d'une longueur d'environ 2,5 km, prend naissance au niveau de la rue du Pré-Hervé, dans le prolongement du boulevard Jules-Verne, immédiatement après le PN 311 qui assure la traversée de la ligne 1 du tramway et de la ligne de tram-train de Nantes à Châteaubriant, et se termine dans sa partie nantaise au niveau du ruisseau de l'Aubinière, qui marque la limite avec la commune de Sainte-Luce-sur-Loire. Sur ses 900 derniers mètres, la route marque également la limite avec la commune de Carquefou, et c'est également sur cette portion qu'elle est traversé par la ligne ferroviaire Nantes-Carquefou. À 670 mètres de son extrémité occidentale, elle traverse le boulevard périphérique de Nantes par l'intermédiaire d'un échangeur autoroutier baptisé Porte de Carquefou.

## Origine du nom
Cette importante portion de l'actuelle RN 23, n'a d'autre dénomination officielle que celle utilisée pour l'adressage postale.

## Historique
Jusqu'au début des années 1960, la route de Paris n'était presque exclusivement bordée que par des exploitations agricoles. Son urbanisation n'a réellement débuté qu'en 1964, lorsqu'une quinzaine de grossistes, désirant quitter le centre-ville de Nantes pour se développer, créèrent la première zone d'activités spécialisée dans le négoce non alimentaire en France, baptisée « Centre de Gros » (devenue « Nant'est Entreprises » en 2000, il s'étend actuellement sur environ 80 hectares entre la route de Paris et celle de Sainte-Luce).
Depuis, la vocation industrielle et commerciale de cette artère s'est renforcée côté nantais par l'installation de deux hypermarchés, distants de moins de 1 kilomètre l'un de l'autre, et dotés chacun d'une galerie commerciale : le « Carrefour la Beaujoire » et le « E.Leclerc Paridis » inauguré en 1986.
Dans les années 1980, le service central et informatique, traitant des opérations de bourse pour la banque Société générale s'installe également à proximité de centre commercial Carrefour.
En 2004, la « clinique mutualiste Jules-Verne », l'une des plus importantes de l'agglomération nantaise, ouvre ses portes près du centre commercial Paridis et de la gare de Haluchère-Batignolles. Cet établissement de santé disposait alors de 300 lits et places pour un effectif de 115 médecins et 600 salariés.